# Herman Wildenvey
Herman Wildenvey nacido Herman Theodor Portaas (Mjøndalen, 20 de julio de 1885-Larvik, 27 de septiembre de 1959) poeta y traductor noruego. Tradujo al noruego a William Shakespeare, Ernest Hemingway, o Heinrich Heine, entre otros.

## Biografía
Nació cerca de Drammen y vivió sus tres primeros años con su madre, más tarde se instaló con su padre a la granja Portåsen. Casó con Jonette Kramer Andreassen (1895-1985), quien pasó a llamarse Gisken (Wildenvey) después de la boda y con quien vivió en varias ciudades como Oslo y Copenhague antes de instalarse en el pueblo costero de Stavern en 1923.
Fue uno de los supervivientes del SS Norge el 28 de junio de 1904.